# Classic Christmas (album Johnnyja Casha)
Classic Christmas je božićni album Johnnyja Casha, objavljen 1980. u izdanju Columbia Recordsa. Za razliku od albuma The Christmas Spirit ili The Johnny Cash Family Christmas, nijedna pjesma s ovog albuma nije originalna; sve su tradicionalne božićne pjesme. To je treći Cashov božićni album. Četvrti je snimljen 1991. za etiketu Delta Music.

## Popis pjesama
1. "Joy to the World" (Lowell Mason/Isaac Watts) – 2:04
2. "Away in a Manger" (William James Kirkpatrick/Tradicionalna) – 3:05
3. "O Little Town of Bethlehem" (Phillips Brooks/Lewis Redner) – 3:26
4. "Silent Night" (Franz Xaver Gruber/Joseph Mohr) – 3:01
5. "It Came Upon a Midnight Clear" (Edmund Sears/Richard Storrs Willis) – 3:37
6. "Hark! The Herald Angels Sing" (Felix Mendelssohn/Charles Wesley) – 2:29
7. "I Heard the Bells on Christmas Day" (Jean Baptiste Calkin/Henry Wadsworth Longfellow) – 2:19
8. "O Come All Ye Faithful" (Frederick Oakeley/John Francis Wade) – 2:55
9. "Little Gray Donkey" (Charles Tazewell/Roger Wagner) – 4:11
10. "The Christmas Guest" (Grandpa Jones/Bill Walker) – 4:37

## Izvođači
- Johnny Cash - vokali, gitara